# Le Mas (Alpes-Maritimes)
Le Mas (Occitaans: Lo Mas; Italiaans: Mas) is een gemeente in het Franse departement Alpes-Maritimes (regio Provence-Alpes-Côte d'Azur) en telt 130 inwoners (2005). De plaats maakt deel uit van het arrondissement Grasse.

## Geografie
De oppervlakte van Le Mas bedraagt 36,0 km², de bevolkingsdichtheid is 3,6 inwoners per km².
De onderstaande kaart toont de ligging van Le Mas (Alpes-Maritimes) met de belangrijkste infrastructuur en aangrenzende gemeenten.

## Demografie
Onderstaande figuur toont het verloop van het inwonertal (bron: INSEE-tellingen).
Vanwege een beveiligingsprobleem met de MediaWiki Graph-software is het momenteel niet mogelijk deze grafiek weer te geven. Zodra de software is bijgewerkt zal de grafiek vanzelf weer zichtbaar worden.